# Hilberts tionde problem
Hilberts tionde problem är ett av Hilberts 23 matematiska problem. Det formulerades år 1900 och handlar om att hitta en generell algoritm för att avgöra om en given polynomiell Diofantisk ekvation med heltalskoefficienter har en heltalslösning.
Till exempel har den diofantiska ekvationen x2 - 2xy - y2z - 7 = 0 en heltalslösning: x = 1, y = 2 och z = -2. Diofantinekvationen x2 + y2 + 1 = 0 har däremot ingen heltalslösning.
Hilberts tionde problem har besvarats med ett negativt svar. En sådan allmän algoritm existerar inte enligt Matijasevitjs sats, formulerad av Jurij Matijasevitj år 1970.